# Kazimierz Juszczyk
Kazimierz Juszczyk (ur. 23 lutego 1894 w Świniarach, woj. kieleckie, zm. wiosną 1940 w Katyniu) – podporucznik piechoty rezerwy Wojska Polskiego, kawaler Krzyża Niepodległości, ofiara zbrodni katyńskiej.

## Życiorys
Syn Bartłomieja i Ewy ze Strachów. W 1914 wstąpił do Legionów Polskich. Żołnierz II Brygady Legionów, walczył m.in. pod Kaniowem. Następnie w II Korpusie Polskim w Rosji. Od 1918 w Wojsku Polskim. Walczył w wojnie polsko-bolszewickiej. 
W 1921 brał udział w walkach na Górnym Śląsku. Po demobilizacji, do 1929 pracował jako gajowy w Leśnictwie Skulin, Nadleśnictwo Kowel. Następnie mieszkał w osadzie wojskowej Polany (Krzeczewicze), gmina Powórsk. W 1934 posiadał przydział w rezerwie do 50 pułku piechoty w Kowlu. Do 1939 pozostawał w ewidencji Komendy Rejonu Uzupełnień Kowel. 
Zmobilizowany w 1939. Walczył w kampanii wrześniowej. Po 17 września 1939, w niewoli radzieckiej. Według stanu na kwiecień 1940 był jeńcem obozu w Kozielsku. Między 19 a 21 kwietnia 1940 przekazany do dyspozycji naczelnika smoleńskiego obwodu NKWD – lista wywózkowa  035/1 z 16.04.1940. Został zamordowany między 20 a 22.04.1940 kwietnia 1940 przez NKWD w lesie katyńskim. Zidentyfikowany podczas ekshumacji prowadzonej przez Niemców w 1943, zapis w dzienniku ekshumacji pod datą 05.05.1943. Przy szczątkach znaleziono książeczkę żołdu, według listy PCK znaleziono książeczkę wojskową. Figuruje na liście AM-196-1098 i liście Komisji Technicznej PCK pod numerem: GARF-34-01098. Nazwisko Juszczyka znajduje się na liście ofiar (pod nr 0995) opublikowanej w Gońcu Krakowskim nr 114 i w Nowym Kurierze Warszawskim nr 121 z 1943. W „Nowinach: gazeta ścienna dla polskiej wsi” w spisie ofiar z Katynia znajduje się pod nr 668, z adnotacją - „ppor”. Krewni do 1992 poszukiwali informacji przez Biuro Informacji i Badań Polskiego Czerwonego Krzyża w Warszawie. 
Żonaty, miał dwoje dzieci.
5 października 2007 minister obrony narodowej Aleksander Szczygło mianował go pośmiertnie na stopień porucznika. Awans został ogłoszony 9 listopada 2007, w Warszawie, w trakcie uroczystości „Katyń Pamiętamy – Uczcijmy Pamięć Bohaterów”.

## Ordery i odznaczenia
- Krzyż Niepodległości – 8 listopada 1937 roku „za pracę w dziele odzyskania niepodległości”[9]
- Krzyż Walecznych
- Krzyż Kampanii Wrześniowej – pośmiertne 1 stycznia 1986